# Cesária Évora Airport
Cesária Évora Airport (portugisisk: Aeroporto Internacional Cesária Évora) (IATA: VXE, ICAO: GVSV) er Kap Verdes tredjestørste lufthavn. Lufthavnen ligger på øen São Vicente, 5 km fra hovedbyen Mindelo. Lufthavnen blev omdøbt fra São Pedro Airport den 8. marts 2012, efter den verdenskendte sangerinde Cesária Évora døde i 2011. Hun var født i Mindelo og boede en stor del af sit liv her. 
Rullebanen er 1.975 meter lang og 45 meter bred. I 2017 rejste 266.221 passagerer gennem lufthavnen.